# Fokker Universal
Le Fokker Universal fut le premier avion produit aux États-Unis basé sur les conceptions du néerlandais Anthony Fokker, qui avait conçu des avions pour les Allemands pendant la Première Guerre mondiale. Environ la moitié des 44 exemplaires produits entre 1926 et 1931 aux États-Unis furent utilisés au Canada. Parmi les pilotes célèbres ayant utilisé l'avion, on peut citer Punch Dickins (en) et Walter Gilbert.

## Conception et développement
Anthony Fokker installa l'Atlantic Aircraft Corporation (en) sur l'Aéroport de Teterboro à Teterboro, dans le New Jersey. L'une de ses premières actions fut de fabriquer sous licence des avions d'autres constructeurs. En 1926, il créa les plans d'une appareil original conçu pour des missions utilitaires et le transport aérien. La conception fut dirigée par Robert Noorduyn et basée sur celle des concepts classiques de Fokker. La construction mixte comprenait une structure en tubes d'acier soudés pour le fuselage et les surfaces de l'empennage, qui étaient recouverts de tissu, ainsi qu'une grande aile construite en bois et possédant une envergure de 14,55 m, installée au-dessus du fuselage. Bien que le dessin de l'appareil était assez « lisse », tous les câbles, klaxons et autres accessoires étaient montés à l'extérieur de l'avion, ce qui ajoutait une traînée considérable en vol...
Lorsque le Fokker Universal — désigné Model 4 en interne — fut développé pour la première fois en 1925, il était équipé d'un moteur Wright J-4 de 200 ch (149 kW) ou d'un Wright J-5 de 220 ch (164 kW). La version Standard Universal, présentée plus tard, était propulsée par un Wright J-6-9 (en) de 330 ch (246 kW). Deux réservoirs de carburant étaient installés à l'intérieur des ailes, près du bord d'attaque. Élément typique de la période de conception de l'appareil, le pilote était assis à l'intérieur d'un cockpit ouvert situé en avant des bords d'attaque des ailes. Dessous et vers l'arrière était installée la cabine à passagers, pouvant emmener de quatre à six personnes ou pouvant également être aménagée pour emporter des marchandises. La capacité d'emport était estimée à environ 427 kg. La capacité en carburant était de 280 litres, ou environ 231 kg.
Les Universals étaient vendus neufs à l'usine pour une somme de 14 200 $ en 1926 (soit 205 073 dollars de 2025). Alors qu'à cette époque Fokker America était essentiellement un constructeur qui produisait des versions locales d'avions conçus aux Pays-Bas, l'Universal retourna la situation en devenant un avion conçu aux États-Unis produit par la société-mère sous la désignation de Fokker F.XI, bien que dans les faits les deux avions ne furent pas identiques.

## Carrière opérationnelle
Propulsé par le nouveau moteur en étoile refroidi par air Wright R-790 Whirlwind — qui se montra fiable —, l'Universal devint rapidement considéré comme un bon choix pour les petits opérateurs et transporteurs aériens. De construction robuste, il démontra qui pouvait transporter des passagers ou des marchandises sans souci, et sa suspension unique à sandows lui permettait de se poser sur des portions de terrain peu ou pas préparées. L'appareil pouvait également être converti en hydravion, en recevant des flotteurs, ou pouvait être utilisé sur la neige et la glace s'il était équipé de skis. Une commande de douze appareils fut passée par la compagnie aérienne canadienne Western Canada Airways (en) lorsque son propriétaire, James Armstrong Richardson Sr. (en), jugea que le Standard Universal était le meilleur appareil de transport disponible pour une utilisation dans les régions difficiles du Nord du Canada. Six exemplaires supplémentaires (G-CAHE à G-CAHJ) furent commandés en avril 1927 par le Gouvernement canadien pour être utilisés dans le cadre de l'Expédition du Détroit d'Hudson (1927–1928), afin d'étudier la formation des glaces et la navigation dans le Détroit d'Hudson, avant la construction du port de Churchill, dans le Manitoba.
S'il ne fut pas spécifiquement conçu pour les vols longue distance, l'Universal n'en fut pas moins un appareil bien adapté au travail de pionnier. Charles Lindbergh avait voulu piloter un Universal pour son vol transatlantique, mais les dirigeants de l'Atlantic Aircraft Corporation, qui étudièrent sa demande en 1926, refusèrent de lui vendre un avion, en avançant que les plans de Lindbergh étaient trop risqués. La compagnie s'était en fait plus inquiétée de sa propre réputation que de la vie du pilote.
Bien que peu spectaculaire, l'Universal se montra très solide et fiable tout au long de sa carrière, avec plus de la moitié des exemplaires produits utilisés pour des vols de brousse, tandis que plus d'une douzaine de compagnies des États-Unis, du Canada et de pays étrangers l'utilisèrent pour du transport de passagers ou de marchandises. Une version Super Universal fut ensuite développée, plus grande, plus raffinée et disposant d'un cockpit entièrement fermé. Elle prit le relais de l'Universal sur les lignes de production de l'Atlantic Aircraft Corporation. Les Universals continuèrent à voler jusque tard dans les années 1930, mais furent essentiellement relégués au transport de marchandises.

## Exemplaire survivant
Le Standard Universal immatriculé G-CAJD fut également connu sous le nom de « The Ghost of Charron Lake » (en français : « Le fantôme de Charron Lake »). Il fut perdu lors d'une tempête de neige le 10 décembre 1931. Après 30 années de recherches, il fut redécouvert, en 2005. Une équipe de recherches du Western Canada Aviation Museum — la Fokker Aircraft Recovery Tem, ou F.A.R.T —, à l'aide de sonars à balayage latéral sophistiqués, localisa enfin l'avion, littéralement « stationné » sur le fond du lac. En juillet 2006, le moteur du Ghost fut retourné à Winnipeg, ainsi que de nombreux autres artéfacts. En octobre, l'équipe d'archéologie sous-marine retourna vers le site de l'avion et remorqua la queue vers des zones moins profondes. Un autre expédition fut entreprise en 2007 pour récupérer la majeure partie de l'appareil pour l'exposer au musée. Des composants de petite et grande taille sont actuellement en stockage au Western Canada Aviation Museum. La décision de conserver les léments tels quels ou de restaurer l'avion n'a pas encore été prise,.
Les restes d'un des appareils du service des pêches canadien (le G-CAHE) sont exposés à l'Alberta Aviation Museum (en), à Edmonton au Canada.

## Utilisateurs
- Australie :
  - Ansett Australia.
- Canada :
  - Canadian Airways (en) ;
  - Canadian Colonial Airways (en) ;
  - Pêches et Océans Canada ;
  - Western Canada Airways (en).
- Cuba :
  - Marine cubaine.
- États-Unis :
  - National Parks Airways (en) ;
  - Pacific Air Transport (en) ;
  - Pure Oil (en) ;
  - Standard Air Lines (en).
- Honduras :
  - Force aérienne hondurienne.
- Hongrie :
  - Force aérienne de Hongrie : Fokker F.XI.

## Spécifications techniques

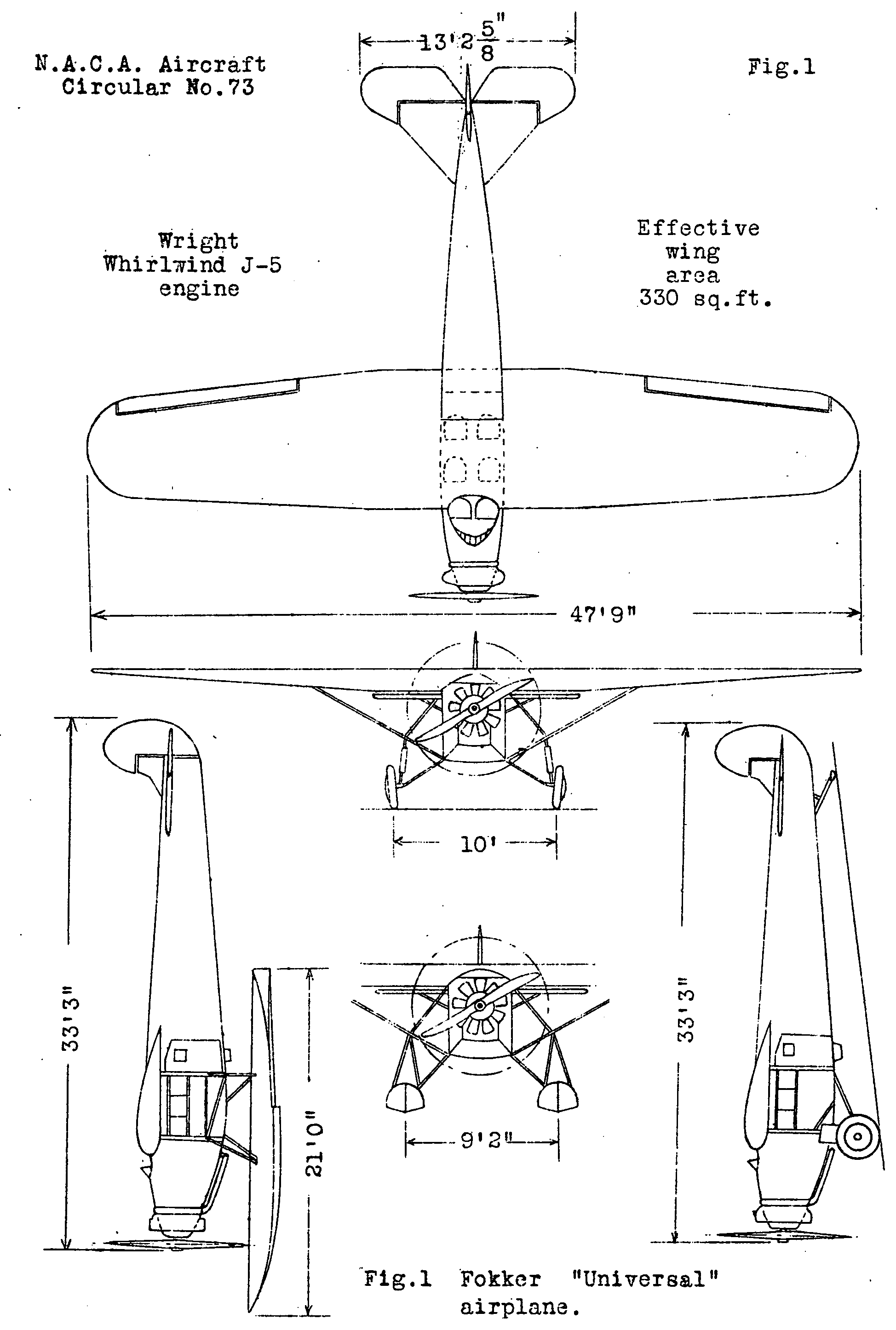
Plan « trois-vues » provenant de la NACA Aircraft Circular No.73.

Données de [PDF] Inspection Handbook Part 5, Aerofiles
Caractéristiques générales
- Équipage : 1 pilote
- Capacité : 4 passagers ou 427 kg de marchandises
- Longueur : 10,13 m
- Envergure : 14,56 m
- Hauteur : 2,7 m
- Surface alaire : 31,68 m2
- Masse à vide : 996 kg
- Moteur : 1   moteur à 9 cylindres en étoile refroidis par air Pratt & Whitney J-5 de 220 ch (164 kW)
- Hélices : Hélice en métal Hamilton Standard à pas fixe

 Performances 
- Vitesse maximale : 189 km/h
- Vitesse de croisière : 158 km/h
- Distance franchissable : 805 km
- Plafond : 3 658 m (12 000 ft)
- Charge alaire : 31,44 kg/m2
- Rapport poids-puissance : 4,53 kg/ch